# 시온수도회
시온수도회(Prieuré de Sion, [pʁi.jœ.ʁe də sjɔ̃])는 피에르 플랑타르(Pierre Plantard)가 권위 있는 신기사도 조직을 창설하려는 시도에 실패하여 1956년 프랑스에서 설립했다가 해산한 형제적 조직이었다. 1960년대에 플랑타르는 자신이 자칭한 조직이 1099년 예루살렘 왕국의 시온산에서 고드프루아 드 부용 기사단이 역사적인 수도원 조직을 가장하여 설립한 비밀 결사단의 최신 전선이라고 주장하기 시작했다. 시온 산의 성모 수도원. 노스트라다무스가 예언한 위대한 군주이자 메로빙거 왕조의 척자라는 그의 거창한 주장의 틀로서, 플랑타르는 시온 수도회가 메로빙거 왕조의 비밀 혈통을 프랑스와 유럽의 나머지 지역의 왕좌에 앉히기 위해 수백 년에 걸쳐 자비로운 음모에 연루되었다고 주장했다. 놀랍게도 플란타르드의 모든 주장은 예수의 혈통 개념과 융합되어 1982년 추측 논픽션 책 성혈과 성배의 저자에 의해 대중화되었다. 이 책의 결론은 나중에 댄 브라운이 2003년 미스터리 스릴러 소설 다빈치 코드를 위해 차용했다.